# Lara Jo Regan
Lara Jo Regan, född 1962 i Philadelphia, är en amerikansk fotograf.
Regan började fotografera som tonåring, för skoltidningen och lokaltidningar. År 1987 avlade hon examen i antropologi och kommunikation vid University of Colorado Boulder. Hon flyttade sedan till New York där hon arbetade som fotograf vid Museum of Natural History. Efter en flytt till Los Angeles ägnade hon sig åt att ta stillbilder vid filminspelningar. Hennes bilder publicerades i Los Angeles Reader, L.A. Weekly, Entertainment Weekly, Premiere, Business Week, Newsweek, Time och Life. Under fyra år på 1990-talet var hon den enda fotografen som hade möjlighet att fotografera bakom kulisserna på Oscarsgalan. Hon har sedan arbetat frilans.
År 2000 tilldelades hon fotopriset World Press Photo of the Year för en bild som porträtterar mexikanska flyktingar i Texas.